# Lilo Rasch-Naegele
Pour les articles homonymes, voir Rasch.
Lilo Rasch-Naegele, née Liselotte Margarete-Naegele le 12 décembre 1914 à Stuttgart, morte le 3 juin 1978 à Oberaichen, est une artiste peintre allemande. Elle a aussi été dessinatrice de publicité et de mode ainsi qu’illustratrice de livres. Son œuvre volumineuse est très présente dans le paysage artistique de Stuttgart.

## Biographie

### Formation
Lilo Rasch-Naegele est la fille de Karl Alfons Naegele, un artiste peintre ayant installé son atelier dans Marienstraße à Stuttgart. En 1927, après le décès précoce de son père, elle conçoit, âgée de seulement 12 ans, des dessins publicitaires pour la décoration des vitrines des boutiques voisines,,.
De 1922 à 1930, Lilo Rasch-Naegele fréquente le lycée catholique de jeunes filles de Stuttgart. Elle prend ensuite des cours de dessins à l'école municipale professionnelle de Hoppenlau, à Stuttgart. Après un stage dans l'entreprise de publicité Carl Markiewicz (Stuttgart), elle reprend et approfondit ses cours de dessins à l'École nationale supérieure des arts appliqués du Wurtemberg (Württembergische Staatliche Kunstgewerbeschule de Stuttgart). Elle y est enregistrée en tant qu'élève régulière du département de dessin de 1931 à 1933. Elle y est fortement influencée par son professeur, Ernst Schneidler, le fondateur de ce que l'on a appelé l'« école de Stuttgart » dans le domaine de la conception graphique.

### Débuts (1933-1945)
Lilo Rasch-Naegele dispose dès cette époque de son propre atelier de dessin dans la Reinsburgstraße à Stuttgart et devient une dessinatrice de publicité, une dessinatrice de mode et une illustratrice de livres demandée, qui travaille pour des entreprises de renom de l'habillement et de l'édition, telles que Gröber-Neufra et Deutsche Verlagsgesellschaft Stuttgart.
En 1934, on lui confie le soin de concevoir la vitrine du salon du célèbre coiffeur Hugo Benner, dans la galerie commerciale Wilhelmsbau. Cela lui permet de faire la  la connaissance du cercle d'artistes et d'intellectuels de Stuttgart constitué autour de l'architecte Bodo Rasch, qui a fait construire le salon. Elle croise également à cette époque les élèves de Adolf Hölzel et Willi Baumeister, qui a créé le papier à en-tête pour Benner, Lily Hildebrandt (née Uhlmann), ainsi que son mari, le professeur d'histoire de l'art Hans Hildebrandt.
De 1938 à 1939, elle travaille à Berlin pour les revues Die Dame et Die neue Linie, ainsi que pour la société des films sonores Tobis (Tobis-Filmgesellschaft).
En 1940, elle se marie avec Bodo Rasch. Deux enfants naitront de cette union : une fille, Aiga (1941-2009), et un fils Mahmoud Bodo Rasch, né en 1943.

### Après-guerre
Lilo Rasch-Naegele renoue dès la fin de la guerre avec les succès d'avant-guerre dans le domaine du dessin depuis son atelier de la Reinburgstraße à Stuttgart. Elle travaille pour de nombreuses marques connues telles qu'ARAL, Schiesser et Elbeo, pour le département des annonces de l’hebdomadaire Stern ainsi que pour des maisons d'édition (en particulier : Boje, Kurt Desch, Wilhelm Goldmann, Albert Müller, Carl Überreuther et Ullstein-Propyläen), ainsi que pour le Stuttgarter Zeitung.
Elle est l'une des rares femmes appartenant au cercle des artistes qui fréquente le bistro-restaurant Bubenbad et dont la figure centrale à cette époque est le Professeur Willi Baumeister. Ce bistro-restaurant de Stuttgart, plutôt fréquenté par des hommes, est à l’époque le lieu de rendez-vous des historiens de l'art Herbert Herrmann et Hans Hildebrandt, de l'écrivain de l'art Kurt Leonhard, du philosophe Max Bense, des éditeurs Albrecht Knaus et Gerd Hatje, des artistes peintres Alfred Eichhorn, Cuno Fischer et Peter Jakob Schober, du photographe Adolf Lazi, des concepteurs de produits Wilhelm Wagenfeld et Hans Warnecke, ainsi que du psychiatre et collectionneur d'œuvres d’art Ottomar Domnick.
À partir de 1950, Lilo Rasch-Naegele trouve le nouveau centre de gravité de son existence dans la villa moderne de Wispelwald (à Oberaichen, au sud de Stuttgart), conçue par Bodo Rasch à l'attention de sa famille. C'est là que, pour la première fois, elle se consacre avec une grande énergie et une incroyable force créatrice à la peinture non commerciale et qu'elle crée jusqu'à son décès soudain et inattendu en 1978, un nombre impressionnant de peintures à l'huile et tout un ensemble de dessins expérimentaux. 
Dans le cadre d'une administration successorale, son œuvre imposante et multiple fait l’objet, depuis 2012, d’un travail d’analyse scientifique.

## Œuvre
Dans son « usine artistique » (« Kunstfabrik »), comme Lilo Rasch-Naegele appelait sa maison d'habitation et son atelier de Wispelwald, elle est entrée dans une nouvelle phase d'expérimentation et de création, en particulier avec les peintures à l'huile. De la technique du glacis à l'application directe de pâtes en passant par l'utilisation de l'éponge, de la truelle et du pochoir, elle teste toutes les possibilités d'expression stylistique. L'« effaçure » est devenu son élément de style, une création lexicale originale de Lilo Rasch-Naegele qui est empruntée ou adaptée du verbe français « effacer » dans le sens de « brouiller ». Son œuvre graphique non commerciale est aussi vaste que complexe sur le plan stylistique.
Les œuvres abstraites sont inspirées de l'école d'Oskar Schlemmer et de Paul Klee (Bauhaus) ainsi que de l'abstraction lyrique d'un Willi Baumeister. Les œuvres figuratives trahissent les influences du réalisme expressionniste d'un Pablo Picasso et du réalisme constructiviste d'un Fernand Léger. Certaines d'entre elles sont proches de la peinture fantastique de l'école de Vienne (Ernst Fuchs).
La femme, dans son rôle ambivalent d'Ève qui séduit et de mère qui protège, constitue le thème récurrent de ses œuvres. À compter du milieu des années 1960, elle produit des œuvres qui la situent comme chroniqueuse de son époque. L'œuvre tardive comprend de nombreuses inspirations empruntées à la culture arabe.

## Collections
De nombreuses œuvres de Lilo Rasch-Naegele sont la propriété d'entreprises (entre autres : Bally, Hoechst et Schiesser), font partie de collections d'institutions publiques (Kunstmuseum Stuttgart, musée de la ville de Leinfelden-Echterdingen) ou sont disséminées dans de nombreuses collections privées, au niveau régional et international.

## Expositions
À partir de 1949, de nombreuses expositions (dédiées ou conjointes) autour de Stuttgart, ainsi que plus éloignées, contribuent à la célébrité de Lilo Rasch-Naegele et font voyager ses œuvres jusqu'à Paris (1960), Vevey (1965), Athènes (1967) et Manosque (1973, 1977).